# Baltoro Muztagh
Le Baltoro Muztagh (en chinois simplifié : 巴尔托洛慕士塔格山 ; chinois traditionnel : 巴爾托洛慕士塔格山 ; pinyin : Bā'ěrtuōluò Mùshìtǎgé Shān) est une chaîne de montagnes située dans le massif du Karakoram, dans le territoire autonome du Gilgit-Baltistan, au Nord du Pakistan, et dans la province du Xinjiang, en Chine. Ce territoire est revendiqué par l'Inde qui considère qu'il est situé dans le territoire du Ladakh.
Le K2 (8 611 m), deuxième plus haut sommet du monde, est le point culminant de la chaîne. Trois autres sommets de plus de 8 000 mètres d'altitude sont situés dans le Baltoro Muztagh. Ils se trouvent au nord et à l'est du glacier du Baltoro.

## Sommets principaux

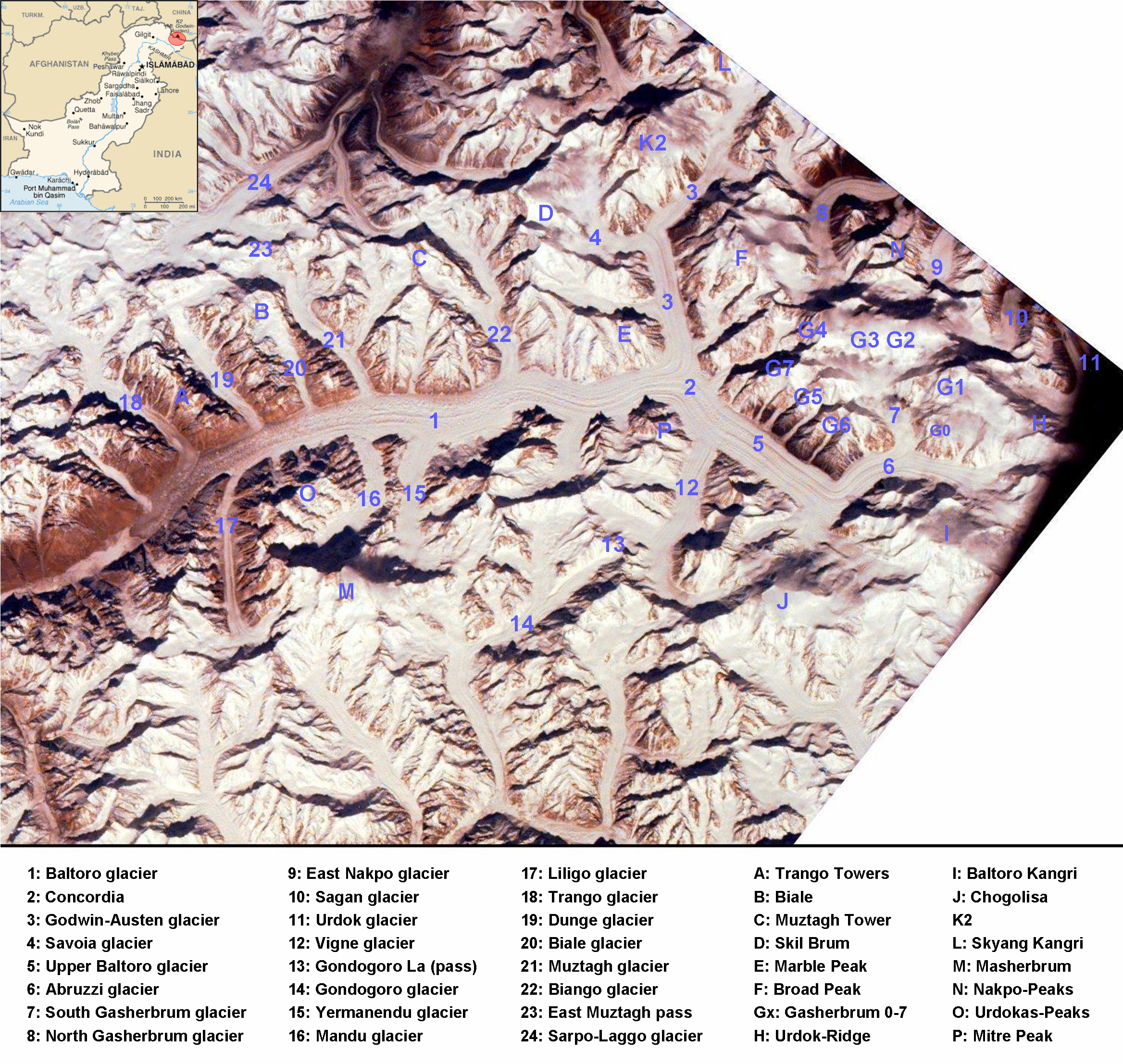
Vue satellite de la région du Baltoro, au nord du glacier du Baltoro.

Les sommets figurant dans le tableau ci-dessous ont une altitude supérieure à 7 200 m et une hauteur de culminance d'au moins 500 m.
| Montagne        | Altitude (m) | Coordonnées                  | Hauteur de culminance (m) | Sommet parent  | Première ascension | Ascensions (tentatives) |
| --------------- | ------------ | ---------------------------- | ------------------------- | -------------- | ------------------ | ----------------------- |
| K2              | 8 611        | 35° 52′ 57″ N, 76° 30′ 48″ E | 4 017                     | Everest        | 1954               | 45 (44)                 |
| Gasherbrum I    | 8 080        | 35° 43′ 27″ N, 76° 41′ 44″ E | 2 155                     | K2             | 1958               | 31 (16)                 |
| Broad Peak      | 8 051        | 35° 48′ 38″ N, 76° 34′ 05″ E | 1 701                     | Gasherbrum I   | 1957               | 39 (19)                 |
| Gasherbrum II   | 8 034        | 35° 45′ 27″ N, 76° 39′ 11″ E | 1 523                     | Gasherbrum I   | 1956               | 54 (12)                 |
| Gasherbrum IV   | 7 932        | 35° 45′ 33″ N, 76° 36′ 57″ E | 725                       | Gasherbrum III | 1958               | 4 (11)                  |
| Skyang Kangri   | 7 545        | 35° 55′ 35″ N, 76° 34′ 03″ E | 1 060                     | K2             | 1976               | 1 (2)                   |
| Sia Kangri      | 7 422        | 35° 39′ 48″ N, 76° 45′ 45″ E | 640                       | Gasherbrum I   | 1934               | 6 (0)                   |
| Skil Brum       | 7 410        | 35° 51′ 03″ N, 76° 25′ 45″ E | 1 152                     | K2             | 1957               | 2 (1)                   |
| Chongtar Kangri | 7 315        | 35° 54′ 46″ N, 76° 25′ 47″ E | 1 300                     | Skil Brum      | 1994               | 1 (1)                   |
| Tour de Mustagh | 7 276        | 35° 49′ 38″ N, 76° 21′ 39″ E | 1 710                     | Skil Brum      | 1956               | 4 (2)                   |

## Sommets secondaires
Il existe un certain nombre de sommets secondaires près de la langue du glacier du Baltoro qui consistent en de massives tours rocheuses, célèbres pour leur esthétique et la difficulté que représente leur ascension. Parmi ceux-ci :
- Grand Trango, 6 286 m ;
- Tour Trango, sans nom, 6 239 m ;
- Tour d'Uli Biaho (de), 6 109 m.